# Nealchornea
Nealchornea, rod drveća iz porodice mlječikovki kojemu pripadaju dvije vrste iz tropske Amerike.

## Vrste
1. Nealchornea stipitata B.Walln.
2. Nealchornea yapurensis Huber